# Gostków (gmina)
Gostków (od 1973 Wartkowice) – dawna gmina wiejska istniejąca do 1954 roku w woj. łódzkim. Siedzibą władz gminy był Gostków.
W okresie międzywojennym gmina Gostków należała do powiatu łęczyckiego w woj. łódzkim. Po wojnie gmina zachowała przynależność administracyjną. Według stanu z dnia 1 lipca 1952 roku gmina składała się z 26 gromad: Biała Góra, Chodów, Domaniewek, Drwalew, Gostków, Idzikowice, Kłudna, Kłudna A. kol., Krzepocinek, Łążki, Ner, Nowa Wieś, Pełczyska, Plewnik II, Powodów I, Powodów III, Spędoszyn, Spędoszyn kol., Starzyny, Sucha Dolna, Truskawiec, Tur, Ujazd, Wartkowice, Wierzbowa-Derszlej i Wólka Bezdziadowa.
Jednostka została zniesiona 29 września 1954 roku wraz z reformą wprowadzającą gromady w miejsce gmin. Po reaktywowaniu gmin z dniem 1 stycznia 1973 roku gminy Gostków nie przywrócono, utworzono natomiast jej terytorialny odpowiednik, gminę Wartkowice w powiecie poddębickim.